# Sven Schmid
Sven Schmid, född den 21 januari 1978 i Johannesburg, Sydafrika, är en tysk fäktare som tog OS-brons i herrarnas lagtävling i värja i samband med de olympiska fäktningstävlingarna 2004 i Aten.